# Eta Cephei
Eta Cephei è una stella nella costellazione del Cefeo, di magnitudine apparente +3,41 dista 46,5 anni luce dalla Terra. 

## Osservazione
La sua posizione è fortemente boreale e ciò comporta che la stella sia osservabile prevalentemente dall'emisfero nord, dove si presenta circumpolare anche da gran parte delle regioni temperate; dall'emisfero sud la sua visibilità è invece limitata alle regioni temperate inferiori e alla fascia tropicale. La sua magnitudine pari a +3,4 le consente di essere scorta con facilità anche dalle aree urbane di moderate dimensioni, sebbene un cielo non eccessivamente inquinato sia maggiormente indicato per la sua individuazione.
Il periodo migliore per la sua osservazione nel cielo serale ricade nei mesi compresi fra fine giugno e novembre; nell'emisfero nord è visibile anche per tutto l'autunno, grazie alla declinazione boreale della stella, mentre nell'emisfero sud può essere osservata in particolare durante i mesi del tardo inverno australe.

## Caratteristiche fisiche
Eta Cephei è più massiccia del Sole del 50%, ed ha un raggio 4 volte superiore ed una temperatura superficiale che è stata stimata in 4858 K
Si tratta di una stella nella fase di transizione da subgigante a gigante, finito di fondere l'idrogeno in elio nel suo nucleo, entro 150 milioni di anni si espanderà ulteriormente, diventerà una vera e propria gigante rossa. A quel punto, con un diametro che sarà molto superiore ad ora, arriverà a splendere 1000 volte la luminosità solare. 

## Possibile pianeta
Si sono fatti studi sulla ricerca di pianeti attorno ad Eta Cephei e i più recenti non ne hanno ancora confermato l'esistenza, ma un team del McDonald Observatory, autori di uno studio del 2006, ha definito i limiti per l'eventuale pianeta; una massa compresa tra le 0,13 e 2,14 masse gioviane ad una distanza compresa tra 0,05 e le 5,2 U.A.